# فلج بني ربيعة (الخابورة)
فلج بني ربيعة منطقة سكنية تقع في ولاية الخابورة، التابعة لمحافظة شمال الباطنة في سلطنة عمان. يقدر عدد سكانها بـ 1132 نسمة حسب إحصاء عام 2010 التابع للمركز الوطني للإحصاء والمعلومات الحكومي. رمز المنطقة هو 60520160.

## تاريخ الفلج
يمثل فلج بني ربيعة إرثا تاريخيا وأهمية بالغة لدى أهالي تلك المنطقة التي ارتبط اسمها بمسمى الفلج ليشكلا بذلك تاريخا يمتد لأكثر من أربعة قرون بذكريات عن المعارك والنضال وعادات وتقاليد يتوارثها الأهالي من جيل لآخر وسط نماذج التكافل الاجتماعي والتعاون بين الجميع.
وقصة تسمية القرية بهذا الاسم بدأت مع وفود بطون من قبائل ربيعة إلى عبري وبهلا وما جاورها قادمين من الحجاز وكان ذلك في القرن الحادي عشر للميلاد (من ابرزهم بطون بني تغلب وبني يشكر) ومع تلاحق الأيام انتشروا في العديد من قرى ومدن عمان، وبعد عدة قرون وتحديدا في القرن السابع عشر للميلاد استقرت بطون من ربيعة في الفلج قادمين إليه من عبري وبهلا التي كانت موضع سكناهم، وجعلوا منطقتهم محط للقوافل التي تأتي منها ولعل اختيار المنطقة كان نتيجة تكرار مرور قوافلهم بتلك المنطقة فأعجبتهم وقرروا أن يؤسسوا بلدة جديدة لهم خصوصا مع الأحداث التي تلت انهيار دولة النباهنة والحروب التي جرت بمنطقة الظاهرة وبعبري بالذات إضافة إلى البحث عن الماء والأرض خصبة وهو ما توفر لهم بهذه البقعة من الأرض.
قصة فلج بني ربيعة تعود إلى عام 1058 هجرية الموافق للعام 1648 ميلادية حينما بدأ جريان الفلج (الانتهاء من شقه) وهو ما فرض تكوين البلدة نظرا لوفرة المياه المتدفقة وعذوبتها، وقد تم تسمية المنطقة والفلج بنفس المسمى من قبل السكان الذين كان جميعهم من قبيلة بني ربيعة فلذلك جاءت تسمية الفلج والقرية بهذا الاسم وتضم الفلج في محيطها عدد من القرى التابعة لها وهي (القويرة، الفرضة ،الحريمة، خــزام، قطنة) وكذلك بلدة السـياح التي اشتراها منهم الشيخ صالح سعيد محمد.
ينبع الفلج الموجود بالبلدة من منبعين وهما الساعد الشرقي والساعد الغربي ويلتقيان في مسار واحد قبل الوصول إلى الشريعة التي من خلالها يتم توزيع المياه من خلال قسمي العارض والعامد الذين يفصلهما الوادي في الوسط حيث يعمل الفلج على تغذية البلدة بالكامل لمختلف الاستخدامات كالشرب والغسيل والاستخدامات المنزلية وري المزروعات وتنتشر بها مساحات زراعية واسعة لمختلف المزروعات الموسمية والزراعات الأخرى كالنخيل والمانجو والليمون والبر والشعير والبقوليات وقد كان الأهالي قديما يعتمدون اعتمادا شبه كلي في توفير الغذاء والعلف على المزروعات القائمة في بلدة فلج بني ربيعة وكانوا لا يشترون من الأسواق سوى القهوة والأرز وبعض البهارات والأسماك وقد لعب التكافل الاجتماعي والتعاون بين الأهالي في فلج بني ربيعة دورا هاما في المحافظة على الفلج وصيانته حيث تتم الصيانة والإصلاح من خلال جمع التبرعات أو صندوق التكافل الاجتماعي لأهالي البلدة ويتم توزيع مياه الفلج بين السكان بشكل يلبي احتياجات الجميع ويحقق رضاهم وذلك يتم عن طريق التوزيع الأسبوعي وفقا للنظام التقليدي المسمى بالأثر حيث إن فترة الأثر الواحد تساوي نصف ساعة ويتم ذلك خلال الفترتين النهارية والليلية حيث إن الذي يحصل على الدور النهاري في هذا الأسبوع سيحصل في الأسبوع المقبل على الدور الليلي، ويعتبر الأثر ملكا خاصا لصاحبه وبإمكانه التصرف فيه من حيث الهبة أو البيع.
يوجد لدى البلدة نظام دقيق وفريد في ذات الوفت لاحتساب الوقت من خلال نظام التوقيت التقليدي وهو نظام الساعة الزوالية المسمى بـ (اللمد) وهو عمود حديدي وضع في وسط القرية ويوازي عمره عمر الفلج والغريب في الأمر أن هذا العمود الحديدي لم تغيره الظروف المناخية أو الفترة الزمنية لعمره الذي يتجاوز 360 عام حيث أن توقيت (اللمد) يتوزع إلى 24 أثرا نهاريا و24 أثرا ليليا ليصل إلى 48 أثرا وهو ما يوازي 24 ساعة ليكتمل التوزيع اليومي لمياه الفلج ويتم قياس الوقت النهاري عن طريق ظل القضيب الحديدي(اللمد) الذي يدور كما تدور مؤشرات الساعة الوقتية أما بالنسبة للتوزيع الليلي فيتم من خلال رصد النجوم وذلك من خلال ثلاث (3) نجوم يتم رصدها وهي الثريا والميزان وأبو جبان فكل نجم يحمل فترة زمنية تمتد لأربعة أشهر وفي حالة عدم الرؤية ليلا فيتم التوزيع عن طريق التقدير أما الآن فيتم عن طريق التوقيت بالساعة وما زال الأهالي يتمسكون بنظام اللمد التقليدي في احتساب الوقت حيث لايزال التوقيت النهاري معمولا به بينما يعمل بالتوقيت الليلي من خلال الساعة إلا أن الأجيال الحالية يتم تعريفها بهذه الأنظمة التقليدية لتبقى متوارثة.

## المعالم الحضارية
أهم المعالم الموجودة بها هو فلجها الشهير إضافة إلى حصنها الشهير (حصن فلج بني ربيعة) والذي يعد أحد أكبر الحصون في ولاية الخابورة إضافة إلى العديد من المدافع التي تعود إلى الحرب البرتغالية العمانية.
كما سجلت دائرة التراث والثقافة بمحافظة شمال الباطنة اكتشافا أثريا بولاية الخابورة لقنفذ بحري من العصر الأردوفيشي.ويرجع الاكتشاف إلى تلقي الدائرة لاتصال من قبل إحدى المواطنات من سكان بلدة فلج بني ربيعة بولاية الخابورة بمحافظة شمال الباطنة وذلك بخصوص اكتشاف صخرة عليها نقوش غريبة، وعند زيارة المكان والتحقق من هذه الصخرة تبين أنها عبارة عن مستحثة احفورية قديمة جدا. وقال خميس العوفي رئيس قسم التراث بالدائرة: إن الاكتشاف هو عبارة عن متحجرة احفورية لقنفذ بحري يرجح أنه من العصر الأردوفيشي وترجع المتحجرة إلى حقبة الباليوزي، وفي هذا العصر- الأردوفيشي- أي منذ حوالي 485-443 مليون سنة ظهرت القنافذ ونجوم البحر وبعض الصدفيات كحلقة مستمرة من حلقات التطور وتشكل الحياة على الأرض. وأضاف العوفي: أن الأحفورة المكتشفة يعادل حجمها كرة اليد، وهي كروية الشكل ذات أخاديد مزدوجة تشكل نجمة.

## السكان
يسكن فلج بني ربيعة العديد من القبائل اكثرهم من ربيعة، وابرزهم : اليعاربة والصوالح وبني شكيل وبني يشكر وبطون من بنو تغلب وبنو ذهل وبنو نمر بن صباح وبطون من بنو هزان. وغالبية سكان هذه القرية ينحدر نسبهم من ربيعة من نزار بن معد بن عدنان.

## الوصلات الخارجية
- المركز الوطني للإحصاء والمعلومات، سلطنة عمان